# Tompouce

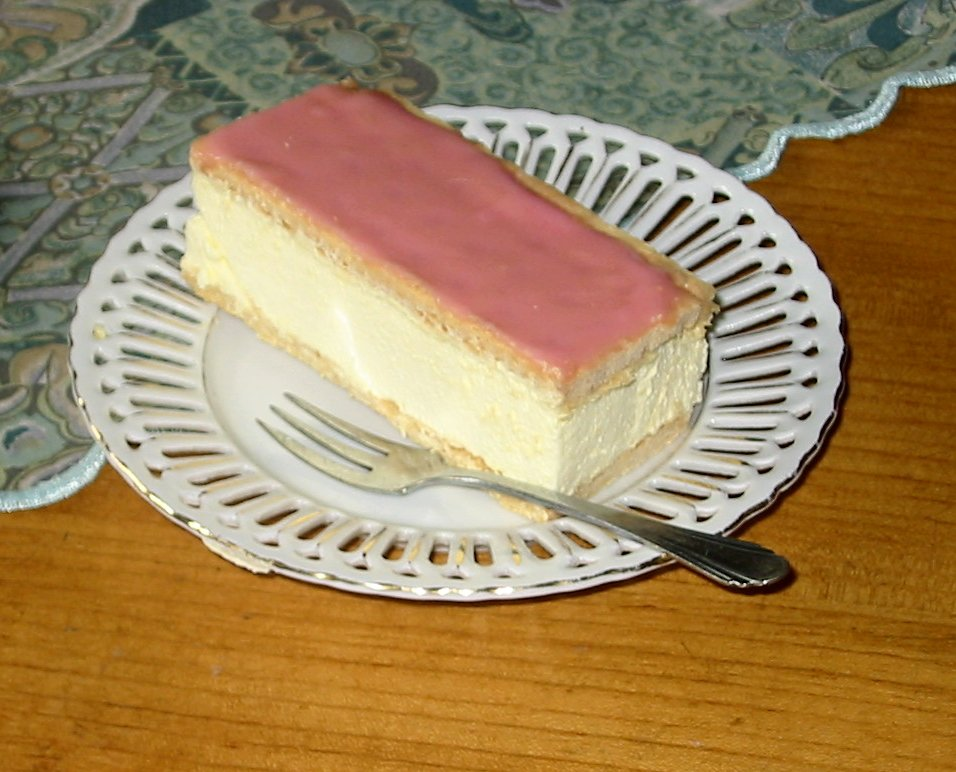
Klassischer Tompouce

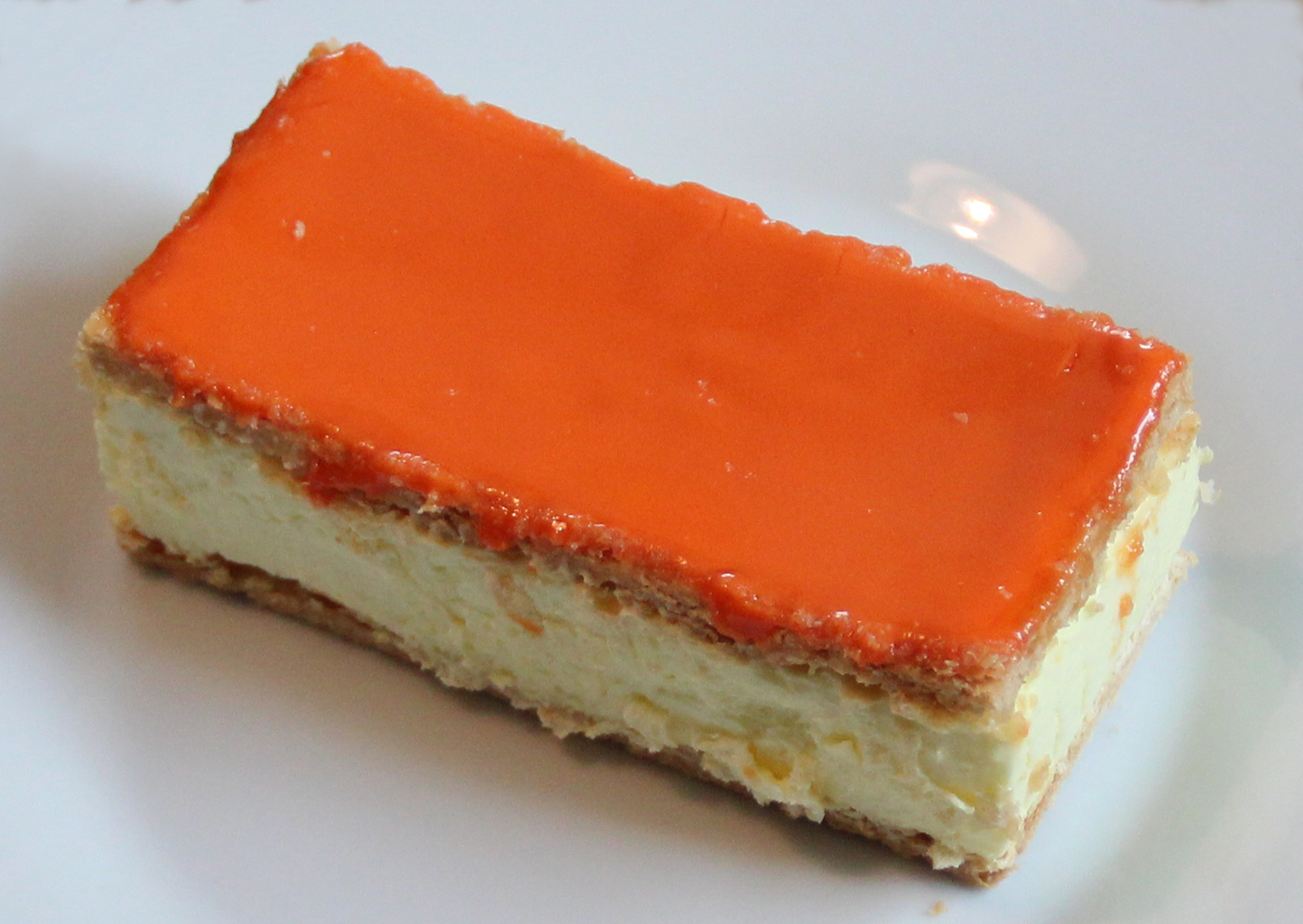
Tompouce mit orangefarbenem Zuckerguss

Ein Tompouce (auch Tompoes [tɔmʼpuˑs]) ist ein typischer niederländischer Kuchen. Es besteht aus einer Schicht Blätterteig mit einer dicken Schicht Vanillecreme. Darüber liegt eine weitere Schicht Blätterteig. Sie ist mit einer meist rosafarbigen Glasur überzogen. Am Königstag und zu Anlass wichtiger Fußballspiele der niederländischen Nationalmannschaft hat die Glasur meist die Nationalfarbe der Niederländer: orange. Charakteristisch für den Tompouce ist die „Backsteinform“.

## Geschichte des Namens
Angeblich soll der Tompouce zunächst in einer Bäckerei in Amsterdam angeboten worden sein, als der Zirkus des Phineas Taylor Barnum aus den USA dort gastierte. Dort trat als Sensation der kleinwüchsige Charles Sherwood Stratton (1838–1883) auf, der dabei den Künstlernamen „General Tom Thumb“ führte. Einige Jahre später trat der kleinwüchsige Januar Hannema (1839–1878) unter dem Namen „Admiral Tom Pouce“ in den Niederlanden auf. Vermutlich ließ er sich bei der Namenswahl von seinem amerikanischen Kollegen inspirieren. Pouce ist französisch für „Daumen“. Beide Namen beziehen sich auf eine Märchenfigur, die man im Deutschen unter dem Namen „Däumling“ der Grimmschen Märchen kennt.

## Vergleichbare Kuchen
Der Tompouce ist eine Nachahmung des in Frankreich bekannten Mille-feuille, der sich im Zuge der napoleonischen Eroberungen über Europa verbreitete. Ein sehr ähnliches deutsches Gebäck trägt daher auch den Namen Napoleonschnitte, in Polen heißt es Napoleonka. In Österreich nennt man es Cremeschnitte, einen Klassiker in der österreichischen, insbesondere der Wiener Zuckerbäckerei.
Eine Ableitung ist das Crompouce.